# Medio Baudó
Medio Baudó è un comune della Colombia facente parte del dipartimento di Chocó.
L'istituzione del comune è dell'8 aprile 1999.